# Prionus laticollis
Prionus laticollis es una especie de escarabajo longicornio del género Prionus, tribu Prionini. Fue descrita científicamente por Drury en 1773.
Se distribuye por Canadá y Estados Unidos. Mide 20-50 milímetros de longitud. El período de vuelo ocurre en los meses de junio a octubre.